# Høst & Søn
Høst & Søn, oprindeligt Andr. Fred. Høst og Søn A/S, var et dansk forlag og kgl. hofboghandler i Bredgade 35. Forlaget indgik i 2002 i Rosinante & Co. Virksomheden blev etableret 15. april 1836 af Andreas Frederik Høst, som i begyndelsen udgav bøger af H.C. Ørsted og Adam Oehlenschläger.
Forlaget var i slægtens eje indtil 1917, da Johannes Lind (1890-1935) overtog firmaet, som ved hans
død omdannedes til et aktieselskab. Direktør i 1950 var Ellis Francisco Lohse (f. 1889). Prokurister: Niels Høst og Mogens Cohr Lind.
I 1935 blev firmaet aktieselskab, i 1980'erne overtaget af Munksgaard, som i 2001 blev overtaget af Gyldendal. Virksomheden ophørte formelt ved fusion i 2002.